# Boleslaw II van Polen
Boleslaw II van Polen ook Boleslaw de Stoute, Boleslaw de Gulle en Boleslaw de Verschrikkelijke genoemd (circa 1041 - 2 april 1081 of 1082) was van 1058 tot 1076 hertog van Polen en daarna van 1076 tot 1079 de derde koning van Polen.

## Levensloop
Hij was de zoon van Casimir I van Polen en Dobrognewa van Kiev.
In 1058 volgde hij zijn vader op als hertog van Polen. Net als zijn vader voerde hij een beleid dat gericht was op de opbouw van de staat, maar op de kunsten en de kerk.
In het begin van zijn regering kreeg Boleslaw te kampen met politieke moeilijkheden. Zo moest hij meermaals bemiddelen in Hongarije en Kiev om de tronen voor de heersers terug te heroveren. Dit bewees hoe sterk de macht van Polen toen was.
In 1070 brak er om onbekende redenen een oorlog uit tussen Polen en Bohemen, hoewel Boleslaw II van Polen en koning Vratislav II van Bohemen onderling een goede band hadden en zelfs schoonbroers waren. Keizer Hendrik IV van het 
Heilig Roomse Rijk riep de twee heersers bij zich om de oorlog te beëindigen, maar Boleslaw weigerde te komen. In 1073 stuurde Hendrik IV daarom een leger naar Polen. De Duitse troepen werden in 1075 echter teruggetrokken door de Saksische oorlog die inmiddels was uitgebroken.
Met de steun van paus Gregorius VII liet Boleslaw zich op Kerstdag 1076 kronen als koning van Polen. Nadat hij tot koning was gekroond, werd zijn regering echter autoritairder. Dit leidde tot een conflict tussen Boleslaw en een deel van de Poolse adel, wat uiteindelijk voor zijn afzetting zou zorgen.
In 1079 liet Boleslaw bisschop Stanislaus van Krakau, die hij beschouwde als een van zijn tegenstanders, als verrader met het zwaard ombrengen. Dit veroorzaakte een opstand en Boleslaw werd gedwongen om Polen te verlaten. Boleslaw vroeg vervolgens aan koning Ladislaus I van Hongarije om steun en hulp. In 1081 of 1082 stierf hij in ballingschap in het koninkrijk Hongarije. Als heerser van Polen werd hij opgevolgd door zijn jongere broer Wladislaus I Herman. Om een herhaling van het autoritaire optreden van Boleslaw te voorkomen, werd deze echter hertog en geen koning van Polen.
Rond het jaar 1069 huwde Boleslaw met Wyszesława van Kiev. Met haar kreeg hij een zoon:
- Mieszko (circa 1069 - 1089), werd na de dood van zijn vader troonpretendent van Polen. In 1089 stierf hij waarschijnlijk door vergiftiging.

## Voorouders
| Voorouders van Boleslaw II van Polen | Voorouders van Boleslaw II van Polen                                          | Voorouders van Boleslaw II van Polen                                          | Voorouders van Boleslaw II van Polen                              | Voorouders van Boleslaw II van Polen                              |
| ------------------------------------ | ----------------------------------------------------------------------------- | ----------------------------------------------------------------------------- | ----------------------------------------------------------------- | ----------------------------------------------------------------- |
| Overgrootouders                      | Bolesław I van Polen (966-1025) ∞ Emnilda Słowiańska (+/-970-1017)            | Ezzo van Lotharingen (955-1034) ∞ Mathilde van Lotharingen (979-1025)         | Svjatoslav I (933-972) ∞ Maloesja (–)                             | ? (-) ∞ ? (-)                                                     |
| Grootouders                          | Mieszko II Lambert van Polen (990-1034) ∞ Richeza van Lotharingen (1000-1063) | Mieszko II Lambert van Polen (990-1034) ∞ Richeza van Lotharingen (1000-1063) | Vladimir van Kiev (956-1015) ∞ ? (-)                              | Vladimir van Kiev (956-1015) ∞ ? (-)                              |
| Ouders                               | Casimir I van Polen (1016-1058) ∞ Dobrognewa van Kiev (1012-1087)             | Casimir I van Polen (1016-1058) ∞ Dobrognewa van Kiev (1012-1087)             | Casimir I van Polen (1016-1058) ∞ Dobrognewa van Kiev (1012-1087) | Casimir I van Polen (1016-1058) ∞ Dobrognewa van Kiev (1012-1087) |
| Boleslaw II van Polen (1041-1082)    |                                                                               |                                                                               |                                                                   |                                                                   |

Siemowit · Lestko · Siemomysł · Mieszko I · Bolesław I · Mieszko II Lambert · Bezprym · Mieszko II Lambert · Casimir I · Bolesław II · Wladislaus I Herman · Zbigniew · Bolesław III · Wladislaus II · Bolesław IV · Mieszko III · Casimir II · Leszek I · Wladislaus III · Mieszko IV · Koenraad · Hendrik I · Hendrik II · Koenraad · Bolesław V · Leszek II · Hendrik IV · Przemysł II · Wenceslaus II · Wenceslaus III · Wladislaus I · Casimir III · Lodewijk · Hedwig · Wladislaus II Jagiello · Wladislaus III · Casimir IV · Jan I Albrecht · Alexander · Sigismund I · Sigismund II August I · Hendrik · Anna · Stefanus Báthory · Sigismund III · Wladislaus IV · Jan II Casimir · Michaël Korybut Wiśniowiecki · Jan III Sobieski · August II · Stanislaus I Leszczyński · August II · Stanislaus I Leszczyński · August III · Stanislaus II August Poniatowski
- Gemeinsame Normdatei: 119212471
- International Standard Name Identifier: 0000 0000 3020 7476
- Library of Congress Control Number: n87855481
- Nationale Bibliotheek van Tsjechië: js2012689433
- Nationale Bibliotheek van Israël: 987007274749405171
- Nationale Bibliotheek van Polen: a0000001182686
- Virtual International Authority File: 8909598
- WorldCat: E39PCjKFbKyGwQxFr3MJPWkwbq